# Bách thanh Newton
Bách thanh Newton, tên khoa học Lanius newtoni, là một loài chim trong họ Laniidae.